# Bosc de Riard
El bosc de Riard és una pineda del poble de Lladurs al municipi del mateix nom (Solsonès).